# Podróż na wschód
Podróż na wschód – polski film psychologiczny z 1994 roku w reżyserii Stefana Chazbijewicza.

## Obsada
- Andrzej Seweryn - Jakub
- Katarzyna Skrzynecka - Ewa
- Innokientij Smoktunowski - Mikołaj
- Wiesława Mazurkiewicz - babcia Jakuba
- Jerzy Bińczycki - Mikołaj (dubbing)